# Trichostomum ruvenzorense
Trichostomum ruvenzorense är en bladmossart som beskrevs av Brotherus 1902. Trichostomum ruvenzorense ingår i släktet lansettmossor, och familjen Pottiaceae. Inga underarter finns listade i Catalogue of Life.